# El Chacho
El Chacho é uma comuna da província de Córdoba, na Argentina.